# 上鳥羽口駅
上鳥羽口駅（かみとばぐちえき）は、京都府京都市伏見区竹田向代町川町にある、近畿日本鉄道（近鉄）京都線の駅。駅番号はB04。京都市南区上鳥羽地区の玄関口のため、上鳥羽口（かみとばぐち）という駅名が付いている。

## 歴史
- 1940年（昭和15年）4月5日：奈良電気鉄道の十条 - 竹田間に新設開業[2]。相対式2面2線の地平駅。
- 1963年（昭和38年）10月1日：会社合併により、近畿日本鉄道の駅となる[2]。
- 1998年（平成10年）10月3日：竹田 - 東寺間の連続立体化により、下り線高架化[3]。
- 1999年（平成11年）11月27日：上り線も高架化される[4]。4線に増線、待避線を新設し待避可能となる[5]。
- 2007年（平成19年）4月1日：ICカード「PiTaPa」使用開始[6]。

## 駅構造
島式1面2線のホームの両外側に通過線のある待避可能な高架駅。ホーム有効長は6両分。改札・コンコースは1階、ホームは2階にある。改札口は1ヶ所のみ。
京都寄りに渡り線があり、異常時は折り返し運転が可能。この渡り線は近鉄唯一のノーズ可動式となっている（他の分岐器はノーズ固定式）。
京都駅管理の有人駅で、PiTaPa・ICOCA対応の自動改札機および自動精算機（回数券カードおよびICカードのチャージに対応）が設置されている。

### のりば
| のりば | 路線     | 方向 | 行先           |
| ------ | -------- | ---- | -------------- |
| 2      | B 京都線 | 下り | 橿原神宮前方面 |
| 3      | B 京都線 | 上り | 京都方面       |

- 1番線と4番線はホームのない通過線（通過列車が使用）のため、ホームとしては欠番となっている。その通過線が主本線となるため、停車列車が入る2番線と3番線は、厳密には副本線である。

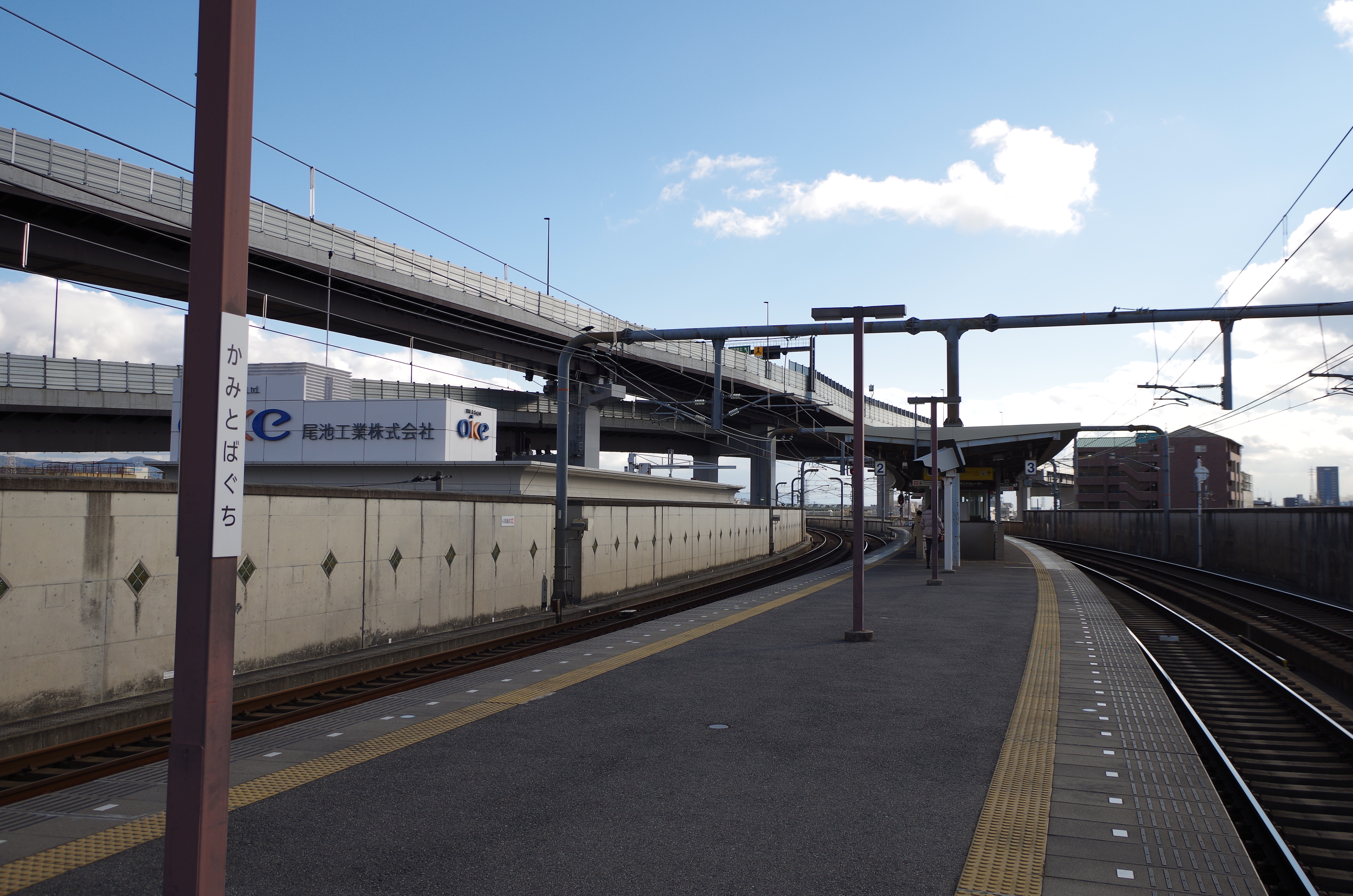
ホーム（2013年1月、竹田・橿原神宮前方向）
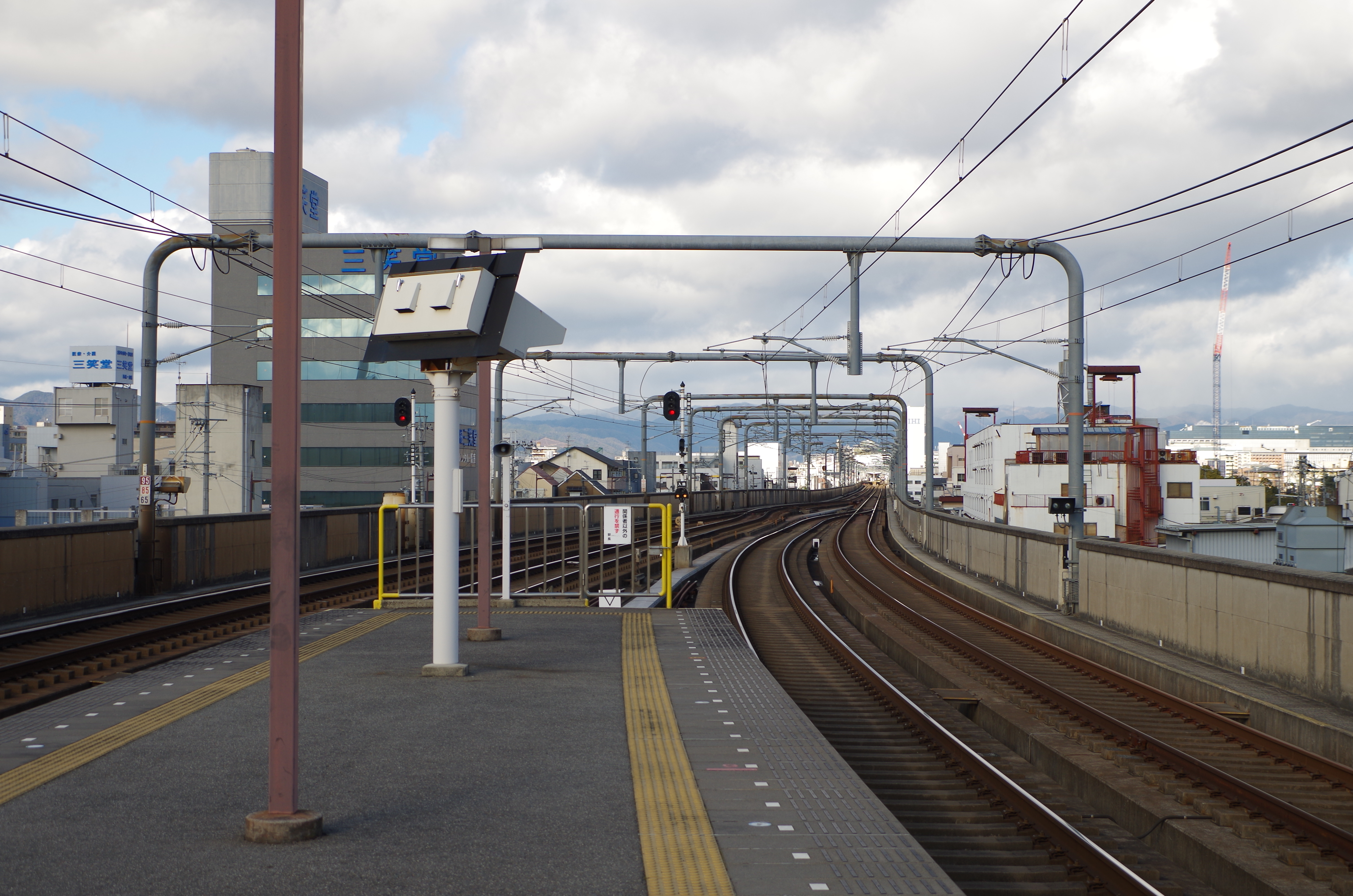
ホーム（2013年1月、十条・京都方向）

## 利用状況
近年における当駅の1日乗降人員の調査結果は以下の通り。
- 2023年11月7日：7,577人
- 2022年11月8日：7,476人
- 2021年11月9日：7,417人
- 2018年11月13日：8,128人
- 2015年11月10日：7,650人
- 2012年11月13日：7,091人
- 2010年11月9日：7,232人
- 2008年11月18日：7,757人
- 2005年11月8日：7,002人

## 駅周辺
- 京都拘置所
- 近畿運輸局京都運輸支局本庁舎
- 軽自動車検査協会大阪主幹事務所京都事務所
- 京都銀行上鳥羽事務センター
- 久世橋通
- 油小路通
- 村田機械本社
- ヤサカバス車庫
- 京阪バス洛南営業所
- 京都府道201号中山稲荷線
- 第二京阪道路上鳥羽IC
- ドン・キホーテ京都南インター店
- 京都中央信用金庫 上鳥羽支店

### バス路線
最寄停留所は、久世橋通上にある近鉄上鳥羽口駅前である。2006年4月1日の市バスダイヤ改正により、近鉄上鳥羽口駅前バス停が新設された。
- 近鉄上鳥羽口駅前

京都市営バス
- 84系統：葛野大路通 太秦天神川駅前行／京都駅八条口・九条車庫行

## 隣の駅
近畿日本鉄道
B 京都線
■急行・■準急
通過
■普通
十条駅 (B03) - 上鳥羽口駅 (B04) - 竹田駅 (B05)
- 括弧内は駅番号を示す。